# 1798 na literatura

## Nascimentos
| Data          | Nome          | Profissão         | Nacionalidade | Observações | Ref |
| ------------- | ------------- | ----------------- | ------------- | ----------- | --- |
| 19 de Janeiro | Auguste Comte | pai da sociologia | França        | m. 1857     |     |

## Mortes
| Data       | Nome             | Profissão | Nacionalidade | Observações | Ref |
| ---------- | ---------------- | --------- | ------------- | ----------- | --- |
| 4 de Junho | Giacomo Casanova | escritor  | Itália        | n. 1725     |     |